# Episkopalkyrkan i Jerusalem och Mellanöstern
Episkopalkyrkan i Jerusalem och Mellanöstern är den till ytan största nationella kyrkan inom den anglikanska kyrkan.
Den sträcker sig från Iran i öster till Algeriet i väster, från Cypern i norr till Somalia i söder.